# Dicranomyia osterhouti
Dicranomyia osterhouti är en tvåvingeart som först beskrevs av Alexander 1912.  Dicranomyia osterhouti ingår i släktet Dicranomyia och familjen småharkrankar. Inga underarter finns listade i Catalogue of Life.